# Canuck
Canuck (pronunciado /kəˈnʌk/, en inglés //kəˈnʌk/) es un término para referirse a todo lo relacionado con Canadá y particularmente como un gentilicio designado a los canadienses. Mucha gente de aquel país ven el término como amigable o meramente descriptivo de su nacionalidad, aunque otros lo ven como algo despectivo.

## Etimología
El origen del término Kanuck se registra por primera vez en 1835 como un americanismo, originalmente refiriéndose a los canadienses de origen neerlandés o a los franco-canadienses. No fue hasta la década de 1850, cuando la ortografía con una «C» se hizo predominante.
Aunque su etimología no está clara, otros posibles orígenes incluyen: *kanāta(kę) (que significa «poblado»), el prefijo CAN (Canadá) + el sufijo británico UK (United Kingdom, agregando la c) o Kanaka, derivado del hawaiano Kanaka.

## Uso y ejemplos

### Historia
- Johnny Canuck es un héroe del folclore que se creó como una caricatura política en 1869 y luego se reinventó como un héroe de acción de la Segunda Guerra Mundial en 1942.[4]
- El ejército canadiense ha utilizado el término coloquialmente para varios proyectos: Operación Canuck, Avro Canada CF-100 Canuck y Fleet 80 Canuck.
- Una marca de armas de fuego diseñadas y distribuidas por O'Dell Engineering Ltd desde 2014 incluye Canuck 1911, Canuck Over Under y Canuck Shotgun.

### Medios
- En la apertura de la obra Our Town de Thornton Wilder de 1938, se menciona que las «familias canuck» y polacas viven en las afueras de la ciudad prototípica de New Hampshire de 1901.
- En 1975, en los cómics de Richard Comely, el Capitán Canuck es un súper agente de seguridad, con Redcoat y Kebec como sus compañeros. El Capitán Canuck había mejorado su fuerza y resistencia gracias a que se bañó con rayos alienígenas durante un viaje de campamento. Fue reintroducido a mediados de la década de 1990 y nuevamente en 2004.[5]
- Wolverine, personaje de Marvel, a menudo es conocido como "el Ol 'Canucklehead" debido a su herencia canadiense.
- La expresión «Canuckistán soviético» fue un insulto utilizado por Pat Buchanan en respuesta a la reacción de Canadá a la discriminación racial por parte de los agentes de aduanas estadounidenses.
- La expresión es usada por la banda canadiense de thrash metal Razor en su tema "American Luck", incluido en su álbum "Shotgun Justice", de 1990.

### Deportes
- El equipo de rugby de Canadá, en su rama varonil, recibe el sobrenombre oficial de Canucks.
- Los Crazy Canucks, corredores canadienses de esquí alpino que compitieron con éxito en el circuito de la Copa del Mundo en los años 70.
- El equipo profesional de hockey sobre hielo Vancouver Canucks, con su ex portero, Roberto Luongo, con una representación de Johnny Canuck en su máscara de portero.
- Durante los Juegos Olímpicos de Vancouver 2010, el equipo olímpico canadiense utilizaría el término.